# Brian Michael Bendis
Brian Michael Bendis (/ˈbɛndɪs/; sinh ngày 18 tháng 8 năm 1967) là một nhà văn và nghệ sĩ truyện tranh người Mỹ. Anh đã giành được 5 giải Eisner cho cả tác phẩm ông sáng tạo và sở hữu và nhiều sách Marvel Comics.
Bắt đầu với truyện tranh tội phạm và xã hội đen, cuối cùng, Bendis chuyển sang sáng tác siêu anh hùng chủ đạo. Cùng với Bill Jemas và Mark Millar, Bendis đã là kiến trúc sư chính của Ultimate Marvel Universe, ra mắt Ultimate Spider-Man năm 2000. Anh đã cho ra mắt lại tác phẩm nhượng quyền Avengers với New Avengers năm 2004, và cũng đã viết cốt truyện "sự kiện" của Marvel "Secret War" (2004–2005), "House of M" (2005), "Secret Invasion" (2008), "Siege" (2010) và "Age of Ultron" (2013).
Mặc dù Bendis đã trích dẫn các tác giả truyện tranh như Frank Miller và Alan Moore, những ảnh hưởng bằng văn bản của ông ít bắt nguồn từ truyện tranh, dựa trên tác phẩm của David Mamet, Richard Price và Aaron Sorkin, người mà đoạn hội thoại mà Bendis cảm thấy là "tốt nhất trong mọi phương tiện."
Ngoài việc viết truyện tranh, anh đã làm việc trong lĩnh vực truyền hình, trò chơi điện tử và phim ảnh, và bắt đầu dạy viết tại Đại học Oregon vào mùa thu 2013. Anh cũng thỉnh thoảng giảng dạy tại Đại học bang Portland. Vào năm 2014, Bendis đã viết Words for Pictures, một cuốn sách về truyện tranh được xuất bản bởi Random House.

## Đầu đời
Brian Michael Bendis sinh ngày 18 tháng 8 năm 1967 tại Cleveland, Ohio trong một gia đình người Mỹ gốc Do Thái. Bendis lớn lên ở University Heights, mặc dù nổi loạn chống lại sự giáo dục tôn giáo, anh theo học Học viện tiếng Do Thái của Cleveland, một tư nhân, Chính thống hiện đại trường cho con trai. Anh quyết định muốn trở thành một chuyên gia trong ngành truyện tranh khi anh ấy 13 tuổi, làm việc cho truyện tranh của chính mình, bao gồm một câu chuyện Punisher so với Captain America mà anh đã sửa đổi nhiều lần. Một fan hâm mộ của Marvel Comics nói riêng, anh ấy đã mô phỏng các thần tượng như George Pérez, John Romita, Sr., John Romita, Jr., Jack Kirby và Klaus Janson. Sau đó, anh phát hiện ra truyện tranh tội phạm bởi Jim Steranko và José Munoz, mà anh đã truy ngược lại tác phẩm của Jim Thompson đến tiểu thuyết nguồn của cả Thompson và Dashiell Hammett, đã giúp củng cố tình yêu của anh ấy với truyện tội phạm. Chính những điều này đã khiến anh khám phá ra bộ phim tài liệu Visions of Light, đã dạy anh các quy tắc hình ảnh rõ ràng của phim noir, một ảnh hưởng quan trọng đối với anh một cách sáng tạo.
Khi còn học trung học, anh đã nộp bài tập "Viết sáng tạo" một cuốn tiểu thuyết hoá câu chuyện X-Men và Starjammers của Chris Claremont, mà đạt được điểm A + cho trí tưởng tượng và sự sáng tạo.. Lúc 19 tuổi, Bendis bắt đầu tham dự Học viện nghệ thuật Cleveland, khi đang làm việc tại một cửa hàng truyện tranh ở trung tâm thành phố, nơi cuối cùng anh đã bán một số tác phẩm đầu tay của mình. Trong độ tuổi từ 20 đến 25, anh đã gửi một số lượng lớn các bài nộp cho các công ty truyện tranh, mặc dù cuối cùng anh đã dừng nỗ lực thâm nhập vào ngành theo cách này, vì cho rằng đó là quá nhiều "xổ số."